# Not of This Earth
Not of This Earth är gitarristen Joe Satrianis första album. Albumet gavs ut 1986 på Relativity Records. Det producerades av Satriani och John Cuniberti.

## Låtlista
Samtliga låtar skrivna av Joe Satriani, om inte annat anges.
1. "Not of This Earth" - 3:55
2. "The Snake" - 4:40
3. "Rubina" - 5:50
4. "Memories" (John Cuniberti, Satriani) - 4:00
5. "Brother John" - 2:07
6. "The Enigmatic" - 3:25
7. "Driving at Night" - 3:30
8. "Hordes of Locusts" - 4:55
9. "New Day" - 3:56
10. "The Headless Horseman" - 1:50